# Werratal-Kaserne
Die Werratal-Kaserne ist eine Bundeswehrkaserne in der Kurstadt Bad Salzungen im Bundesland Thüringen.

## Geschichte
Der Bau der Kasernenanlage erfolgte im Jahr 1972. Nach vier Jahren Bauzeit war ab 1975 das Motorisierte Schützenregiment 23, das Aufklärungsbataillon 4, das Pionierbataillon 4 und die Panzerjägerabteilung 4 der 4. Motorisierten Schützendivision der Nationalen Volksarmee dort stationiert, die insgesamt über eine Personalstärke von 3.250 Soldaten verfügten. Die Kaserne trug 1965 bis 1990 den Traditionsnamen „Anton Saefkow“.
Nach Übernahme der Befehls- und Kommandogewalt durch den Bundesminister der Verteidigung über die Nationale Volksarmee am 3. Oktober 1990 begann hier die Aufstellung von Verbänden und selbständigen Einheiten der Panzerbrigade 39 Thüringen.  Mit ca. 2.000 Soldaten und 200 Zivilbediensteten war die Kaserne in den 90er-Jahren Hauptstationierungsort der Brigade in Thüringen.
Am 14. Dezember 1992 erfolgte feierlich die Namensverleihung zur Werratal-Kaserne.  Nach Außerdienststellung der Panzerbrigade 39 Thüringen am 30. September 2001 wurde der Standort der Jägerbrigade 37 (seit 2007 Panzergrenadierbrigade 37) Freistaat Sachsen unterstellt.

## Lage
Die Werratal-Kaserne liegt am Ortsrand von Bad Salzungen und erstreckt sich südlich entlang der B 62 nach Immelborn. Der Standort verfügt auch über einen Standortübungsplatz mit Schießbahnen (Handwaffen) und Übungsräume für Pioniere und Infanterie. Dieser erstreckt sich vom Ende der Kaserne über die Ortschaft Übelroda in Richtung Süden zum 645 m hohen Pleß auf dem die ehemalige Ausbildungskaserne (Pleßkaserne) für Unteroffiziere steht.

## Verkehr
Die Kaserne ist per Bahn, Bus oder Auto zu erreichen. Stammbahnhof ist Bad Salzungen, wovon regelmäßig eine Bahnverbindung durch die Süd-Thüringen Bahn zum Hauptbahnhof Eisenach verkehrt. Der Fußweg vom Bahnhof zur Kaserne beträgt ca. 30 min. Mit dem Auto ist die Kaserne über die A 4 Abfahrt Friedewald – B 62 – Vacha – Merkers  oder über die Abfahrt Eisenach Ost – B 19 – Etterwinden – Barchfeld – B 62 – Immelborn zu erreichen.
Die Buslinie 53 Bahnhof – Allendorf der VUW verkehrt im 30-Minuten-Takt von und zum Bahnhof.

## Standort

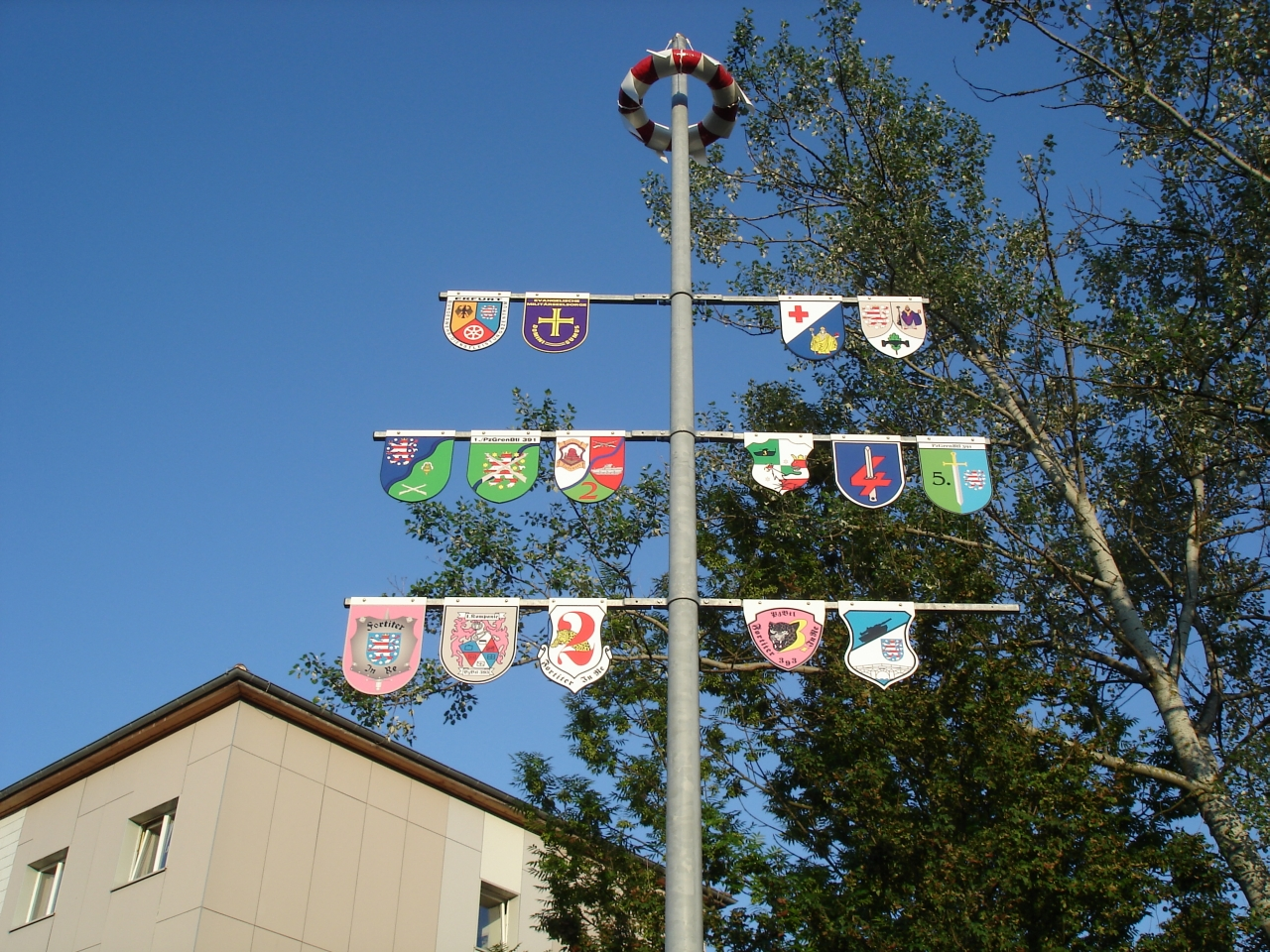
Verbandsabzeichen der aktiven Stationierten Einheiten
klicken für Beschreibung

Als bauliche Einrichtungen verfügt der Standort über eine Schwimmhalle, eine Sporthalle, Sportplatz, Simulatoren für Handwaffen (AGSHP), Schießsimulator für die Panzertruppe (ASPT), einen  Gefechtssimulator für den Panzergrenadierzug (AGPG), eine Tankstelle, Panzer- und Kfz-Waschanlage sowie Abstellflächen und Instandsetzungshallen.

### Stationierte Einheiten
- Panzergrenadierbataillon 391
- 4./Aufklärungsbataillon 13
- 2./Versorgungsbataillon 131
- Sanitätsversorgungszentrum Bad Salzungen
- SanStffEinsatz Frankenberg ZgSanUstg Bad Salzungen
- weitere kleine Dienststellen

### Ehemalige Einheiten
- 4./Instandsetzungsbataillon 51
- Panzerjägerkompanie 390
- Panzergrenadierbataillon 392 (Aufstellung 1. April 1991 bis September 1996)
- Panzerbataillon 394 (Aufstellung 22. März 1991 bis September 1996)
- Panzerpionierkompanie 390
- Panzerbataillon 393 (wurde 2014 nach Bad Frankenhausen verlegt)

## Auslandseinsätze
Der Standort Bad Salzungen stellt regelmäßig Personal für die Auslandseinsätze der Bundeswehr. So waren die Teile der Bataillone bei SFOR, EUFOR, KFOR und ISAF.

## Sport
- Vorwärts Bad Salzungen